# غمد المحور العصبي
غمد المحور العصبي (بالإنجليزية: axolemma) والمعروف أيضا باسم غِشاءُ المِحْوار أو غِمْدُ المِحْوَار هو الغشاء الخلوي للمحور عصبي. يشير مصطلح الaxoplasm المماثل إلى السيتوبلازم للمحور العصبي. هذا الغمد هو المسؤول عن الحفاظ على جهود غشاء المحوار، ويحتوي على قنوات أيونية يمكن من خلالها أن تتدفق الأيونات بسرعة. عندما يحدث هذا، يتغير الجهد الكهربائي داخل المحور العصبي، ويمكن أن يحدث إزالة الاستقطاب أو فرط الاستقطاب للغشاء.  يمكن أن يؤدي إزالة الاستقطاب الكافي إلى جهود الفعل، والتي تنتقل عبر المحور العصبي بطريقة الانتشار الذاتي حيث يتم فتح المزيد من قنوات الأيونات بسبب التحفيز من خلال تدفق الأيونات الموجبة. يتميز غمد المحوار الغير المياليني بسعة كهربائية عالية تفرض قيودًا على سرعة التوصيل. إن جزء المحور المحصور هو واحد من المواقع القليلة التي يوجد فيها غشاء خلية شوان أكثر بعشر مرات من غمد المحور العصبي، في حين أن الأجزاء الأخرى لديها توزيعات متساوية.
إذا تلف الغمد، فإنه يصبح غير قادر على أداء دوره الحيوي في الحفاظ على تدرج تركيز الأيونات داخل الخلية وخارجها. عندما تنتقل الأيونات إلى أسفل تدرج تركيزيها في الخلية، يمكن أن تسبب عددًا من العمليات الخلوية المختلفة التي قد تؤدي إلى تلف الخلية أو موتها.
يشارك الغمد أيضاً في منع فرط إثارة محاور المادة الرمادية.

## روابط خارجية
- صور نسيجية: 22802loa — نظام تعلم علم الأنسجة في جامعة بوسطن